# Alina Nasin
Alina Nasin (* 1. Februar 2005 in Berlin) ist eine deutsche Volleyballspielerin.

## Karriere
Nasin spielte von 2020 bis 2024 bei der Nachwuchsmannschaft VC Olympia Berlin. Von 2021 bis 2024 war sie dort in der Zweiten Liga Nord aktiv. Außerdem kam die Mittelblockerin in der Juniorennationalmannschaft zum Einsatz. 2024 wurde Nasin vom Erstligisten SC Potsdam verpflichtet.